# Десятий Октябр (Земетчинський район)
Деся́тий Октя́бр (рос. Десятый Октябрь) — селище у складі Земетчинського району Пензенської області, Росія.
Населення — 48 осіб (2010; 96 у 2002).
Національний склад станом на 2002 рік:
- росіяни — 100 %